# Ravila
Ravila är en ort i Estland. Den ligger i Kose kommun och landskapet Harjumaa, i den centrala delen av landet, 40 km sydost om huvudstaden Tallinn. Ravila ligger 63 meter över havet och antalet invånare är 377.
Terrängen runt Ravila är mycket platt. Runt Ravila är det glesbefolkat, med 10 invånare per kvadratkilometer. Närmaste större samhälle är Kehra, 18,5 km norr om Ravila. I omgivningarna runt Ravila växer i huvudsak blandskog.